# Friedrich Hermann Lahl

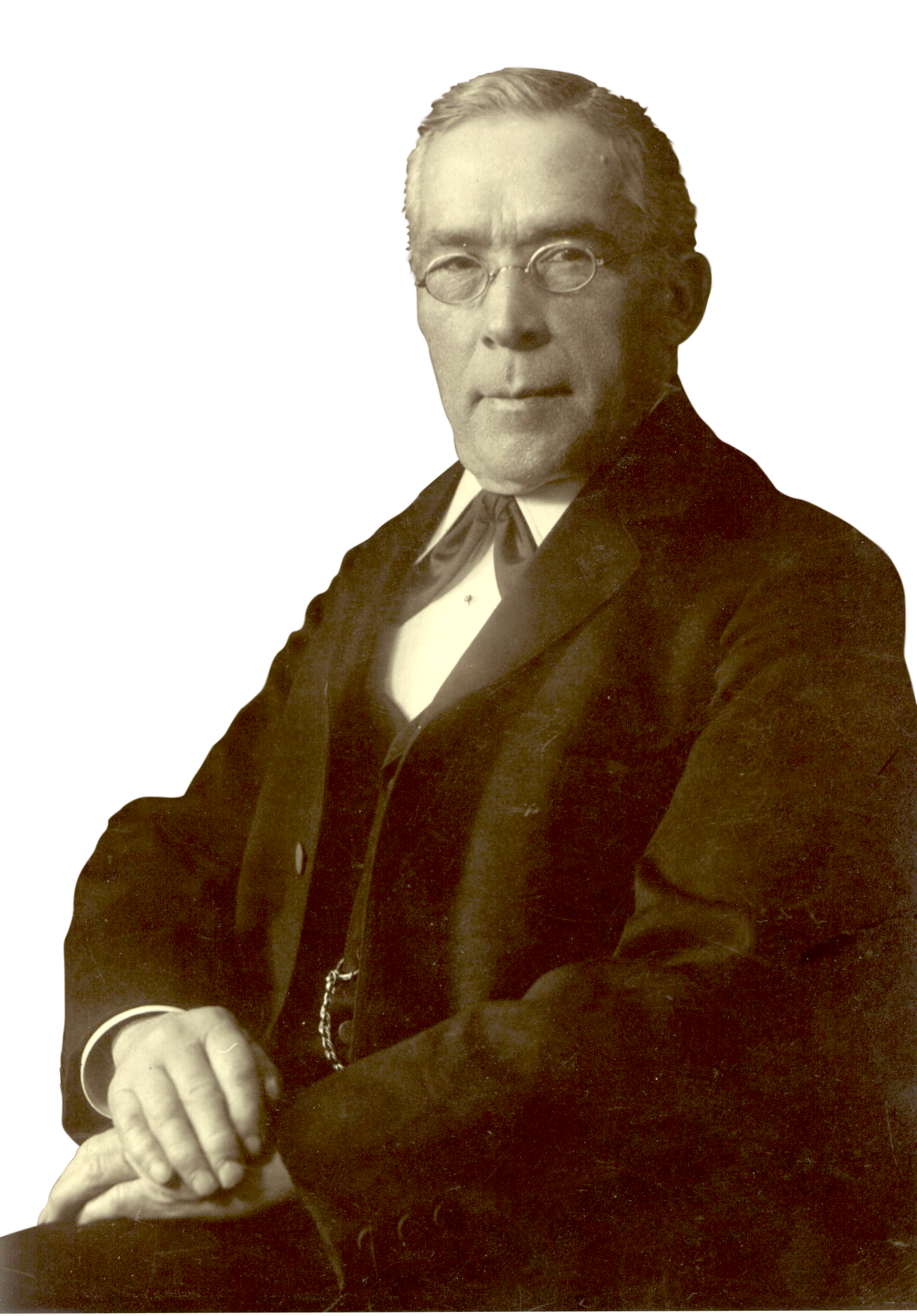
Firmengründer Friedrich Hermann Lahl

Friedrich Hermann Lahl, Spitzname Männel-Lahl, (* 6. August 1842 in Geyersdorf; † 14. Juli 1920 in Annaberg) spielte im mittleren Erzgebirge eine wesentliche Rolle im Zusammenhang mit sogenannten Massefiguren (auch Maché- oder Pappmachéfiguren).

## Leben
Friedrich Hermann Lahl wuchs als uneheliches Kind unter schwierigen Verhältnissen auf. Als gelernter Tischler gründete er 1864 in Annaberg eine Kistenfabrikation, die ab etwa 1870 in eine Spielwaren- und Massefigurenherstellung überging. Lahl entwickelte seine Figuren selbst und fertigte in seiner Firma die erforderlichen Formen zum Massedrücken und für Zinnguss. Sein durch gute künstlerische Qualität und ein schnell anwachsendes Sortiment der vor allem für Pyramiden, Weihnachtsberge und so genannte „Paradiesgärten“ gedachten Krippen-, Jagd-, aber auch exotischen Figuren brachten ihm in der breiten Bevölkerung schnell Anerkennung. Durch seinen Erfolg angeregt, erhielt er bereits 1879 Konkurrenz durch die Firma Grummt. Annaberg entwickelte sich durch Ansiedlung weiterer Kleinbetriebe schließlich zu einem Zentrum der Massefigurenherstellung.
Lahl hatte acht Kinder. 1911 übergab er die inzwischen bekannte Firma an den jüngsten Sohn Theodor Paul, stellte jedoch seine künstlerische Begabung bis zu seinem Tod im Jahr 1920 in den Dienst der Firma.

## Vermächtnis

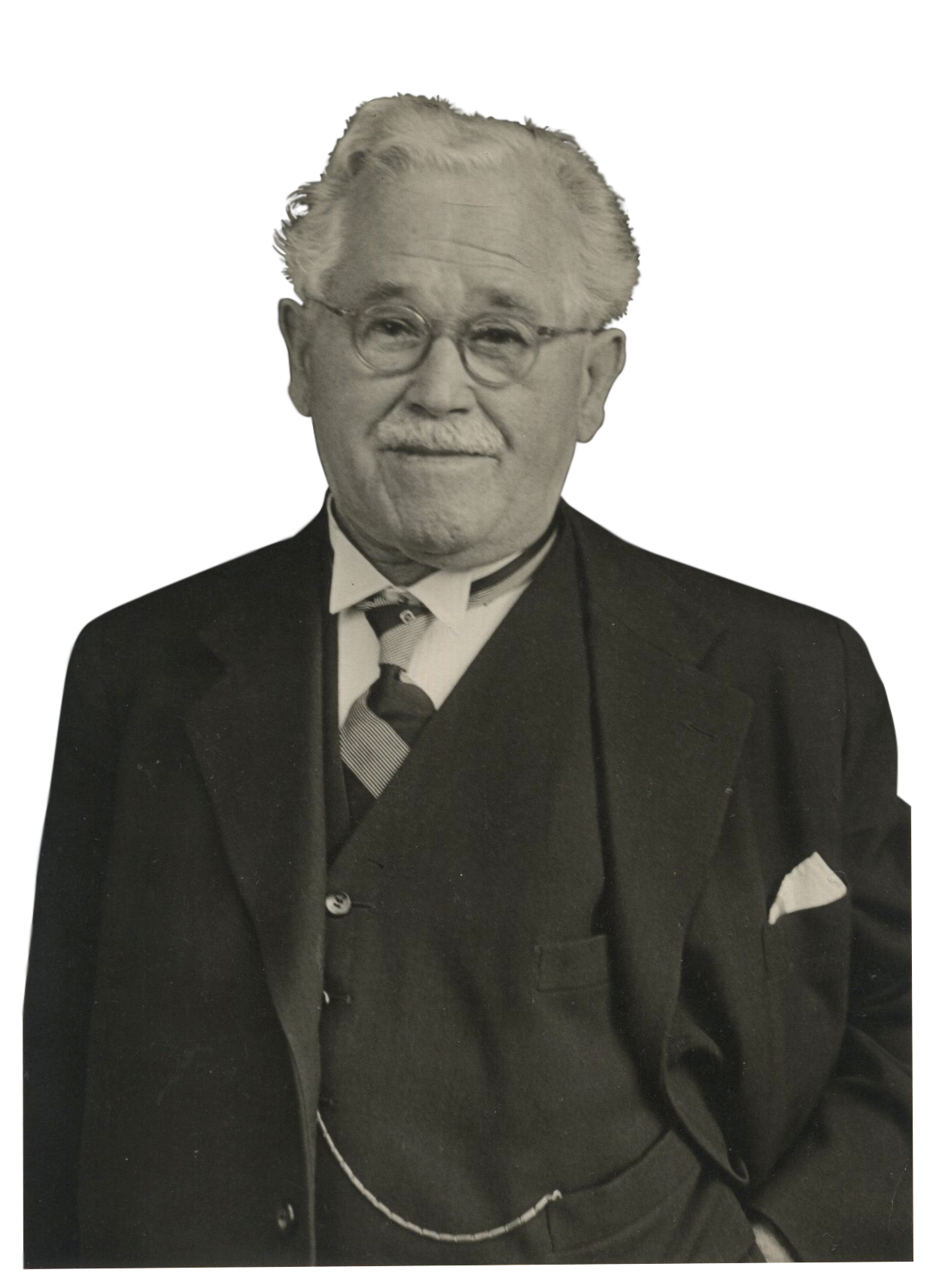
Theodor Paul Lahl (1879 - 1959), Firmeninhaber der zweiten Generation

Friedrich Hermann Lahls Figurenproduktion wurde in der zweiten Generation durch den Sohn und Nachfolger Theodor Paul Lahl (1879–1959) noch erweitert und das Repertoire an Figuren ergänzt. In den Dreißiger Jahren konnten bis zu 900 verschiedene Figuren hergestellt werden, wobei zu berücksichtigen ist, dass es sich um einen Familienbetrieb mit reiner Handarbeit handelte, was eine wirkliche Massenproduktion ausschloss. Der tragische Umstand, dass Theodor Paul Lahls 1921 geborener einziger Sohn Siegfried Lahl 1941 als Soldat in Norwegen versehentlich durch eigene Kameraden erschossen wurde, wirkte sich wie der Krieg insgesamt auf Lahls Firma aus. Die Nachkriegsproduktion wurde stark eingeschränkt. Der Versuch, einen Nachfolger in der mit Lahl befreundeten Familie Brückner heranzuziehen, scheiterte in den fünfziger Jahren am allgemeinen Rückgang der Nachfrage und Privatinitiative behindernde sozialistische Produktionsverhältnisse. Beim Tod Paul Lahls 1959 war nicht absehbar, dass die von Friedrich Hermann Lahl entwickelte Art der Massefigurenherstellung noch Zukunft haben könnte. Die meisten Firmen mit ähnlichen Produkten schlossen in dieser Zeit. Die Übergabe des nutzlos gewordenen Firmeninventars durch Paul Lahls Witwe an die Familie des zeitweilig als Nachfolger vorgesehenen Kurt Brückner führte zu jahrzehntelanger Einlagerung, aber dadurch auch zum Erhalt des Kunsthandwerks, das bis in die Gegenwart mit Friedrich Hermann Lahls Namen verbunden bleibt.

## Die Firma damals und heute
Die Figuren der Firma Lahl fanden vor allem im Raum Annaberg wegen ihrer qualitativ hochwertigen Bemalung Aufmerksamkeit und Absatz. Noch heute ist Lahls Spitzname „Männel-Lahl“ Kennern im Erzgebirge ein Begriff. Vieles, was an historischen Massefiguren noch existiert und nicht zugeordnet werden kann, wird oft der Firma Lahl zugeschrieben, obwohl es in der Blütezeit der Massefiguren im Erzgebirge eine große Anzahl verschiedener Hersteller – auch im böhmischen Teil des Erzgebirges – gab. Da bis in die erste Hälfte des 20. Jahrhunderts kaum eine Art Markenschutz bestand, finden sich kaum Firmenzeichen auf ähnlichen Waren der meisten Firmen, eine Zuordnung ist daher oft schwer. Friedrich Hermann Lahls Name hingegen blieb als Synonym für Massefiguren schlechthin erhalten.
1973 begann Markus Brückner in Geyersdorf mit den eingelagerten Arbeitsmitteln Lahls zu experimentieren und ging im Nebengewerbe bis 1998 einer von vielen Abnehmern geschätzten Kleinproduktion nach. Darauf aufbauend, eröffnete sein Sohn Helmut Brückner im Jahr 2000 die Firma unter dem Namen FiguriLa neu und belebte in enger Anlehnung an die historischen Vorbilder Friedrich Hermann und Paul Lahls die Massefigurenproduktion neu. Bis 2018 wurde sie zu einem Anlaufpunkt für Sammler und Kunden, die bemüht sind, historische Weihnachtspyramiden wieder traditionell zu bestücken.

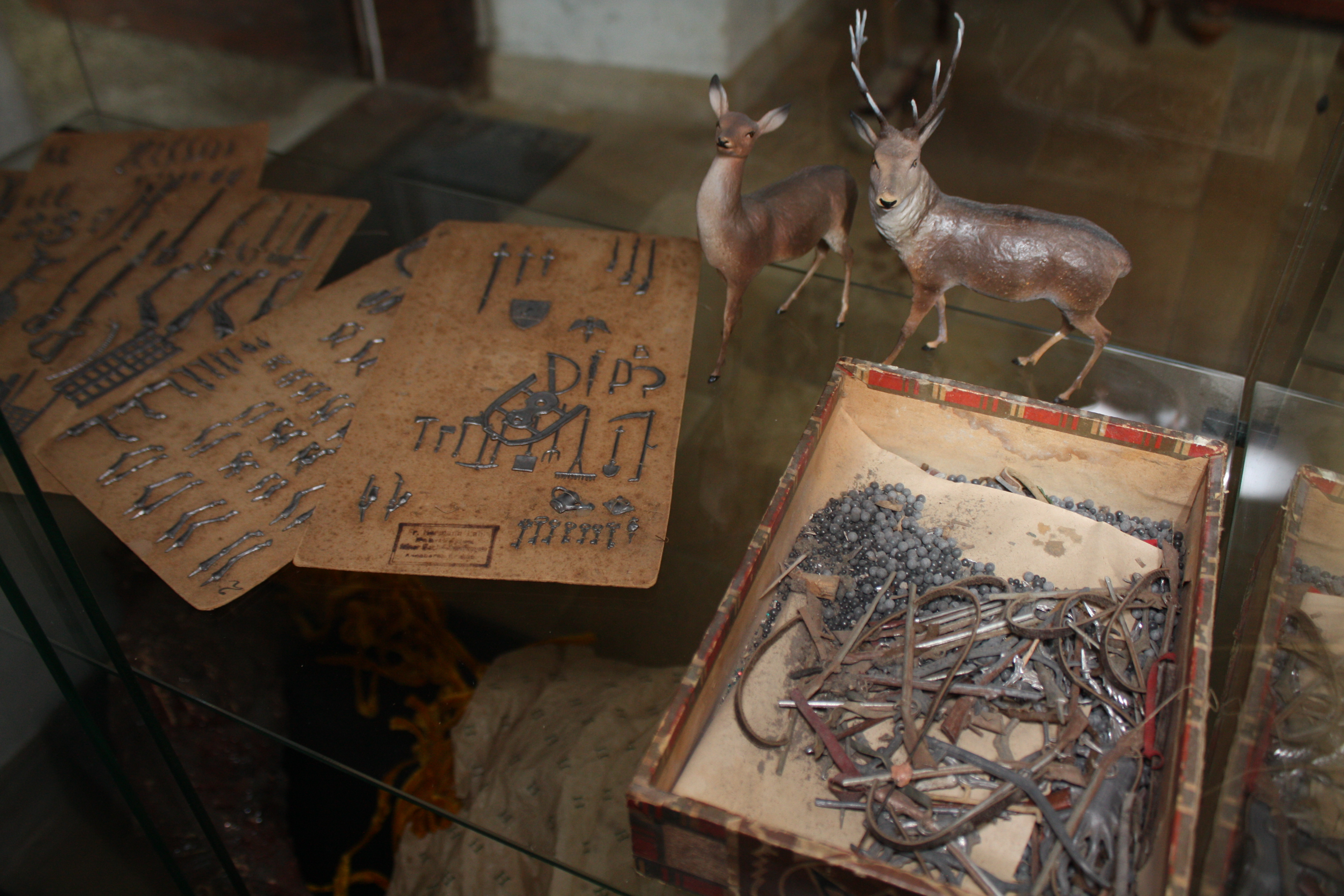
Exponate der Firma Lahl-Massefiguren: Wildfiguren und Zinnteile

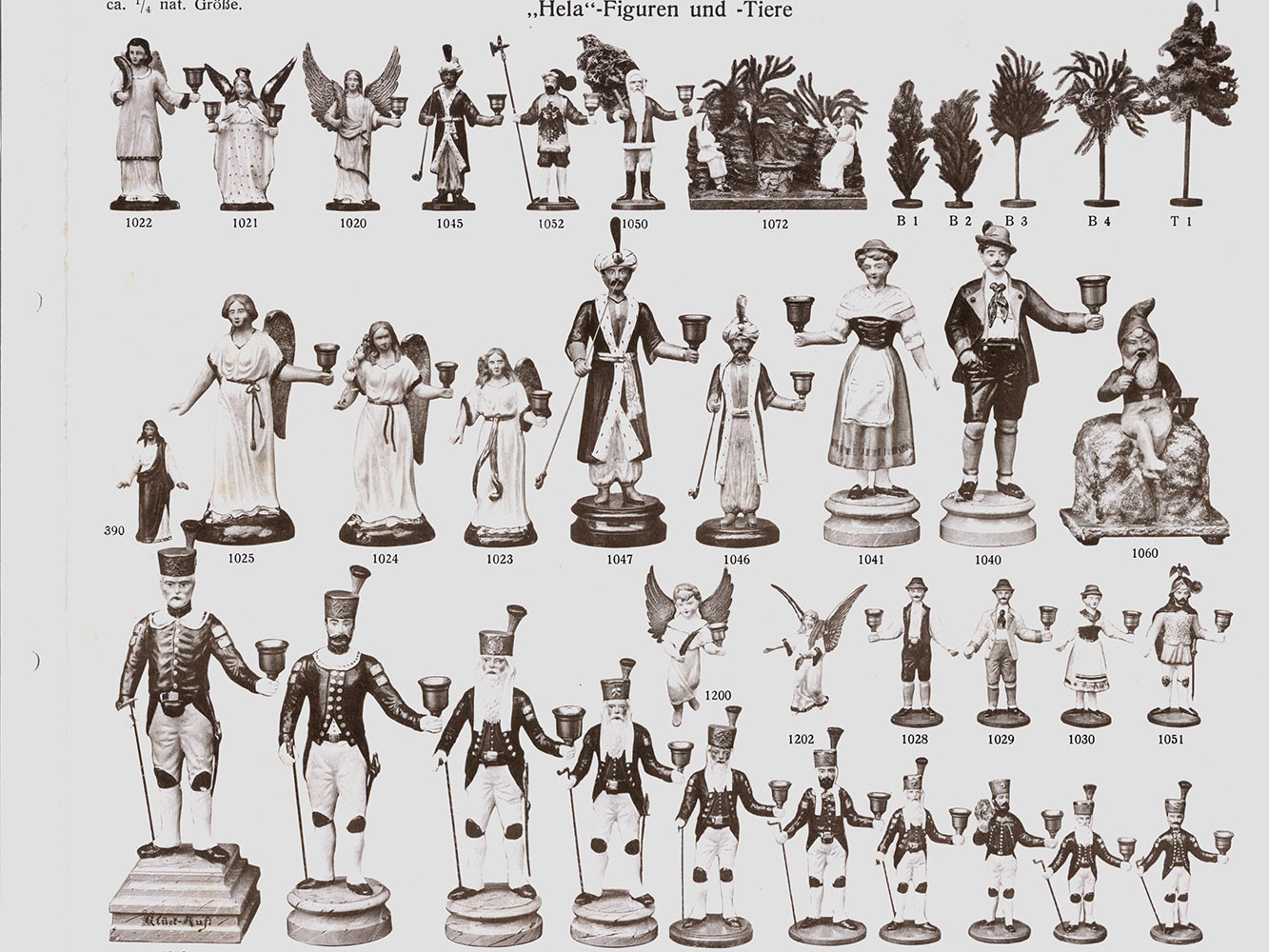
Seite aus dem Katalog der Firma HELA (unter Paul Lahl) 1924, herausgegeben zum 60. Jubiläum der Firma

Heute stellt die Nachfolgefirma Lahl-Massefiguren die Figuren wieder her, wozu ebenfalls die erhalten gebliebenen historischen Formen der Firma Friedrich Hermann Lahl–Annaberg verwendet werden. Die Figuren werden wie vor über 150 Jahren in Handarbeit gefertigt und bemalt. Das Sortiment umfasst noch immer über 700 verschiedene Figuren aus verschiedenen Bereichen, vorwiegend Bergmänner, Krippenfiguren, Engel, Zwerge, Türken, Jagdszenerie, Herolde, Berufsstände und religiöse Figurengruppen.